# المشياف (تعز)
المشياف هي إحدى قرى الجمهورية اليمنية. تتبع جغرافيا لمحافظة تعز وإداريًا لمديرية صبر الموادم. يبلغ تعداد سكانها 3870 نسمة حسب الإحصاء الذي أجري عام 2004.